# دومينيك ل. بودويل غوري
دومينيك لي بودويل غوري (بالإنجليزية: Dominic Lee Pudwill Gorie)‏ (ولد في 2 مايو 1957 في ليك تشارلز، لويزيانا، الولايات المتحدة) ضابط متقاعد من القوات البحرية الأمريكية ورائد فضاء متقاعد من ناسا. يعتبر من قدامى رواد الفضاء الذي شارك في أربع بعثات مكوك فضاء.
في عام 1987 تدرب كاختبار تجريبي وعمل في مركز اختبار الهواء الجوي حتى حرب الخليج الثانية حيث خدم على متن حاملة الطائرات يو إس إس ثيودور روزفلت (CVN - 71) وبعث في 38 مهمة قتالية في عملية عاصفة الصحراء.